# Ломанья
Ломанья (італ. Lomagna) — муніципалітет в Італії, у регіоні Ломбардія, провінція Лекко.
Ломанья розташована на відстані близько 490 км на північний захід від Рима, 27 км на північний схід від Мілана, 21 км на південь від Лекко.
Населення — 4952 особи (2014).

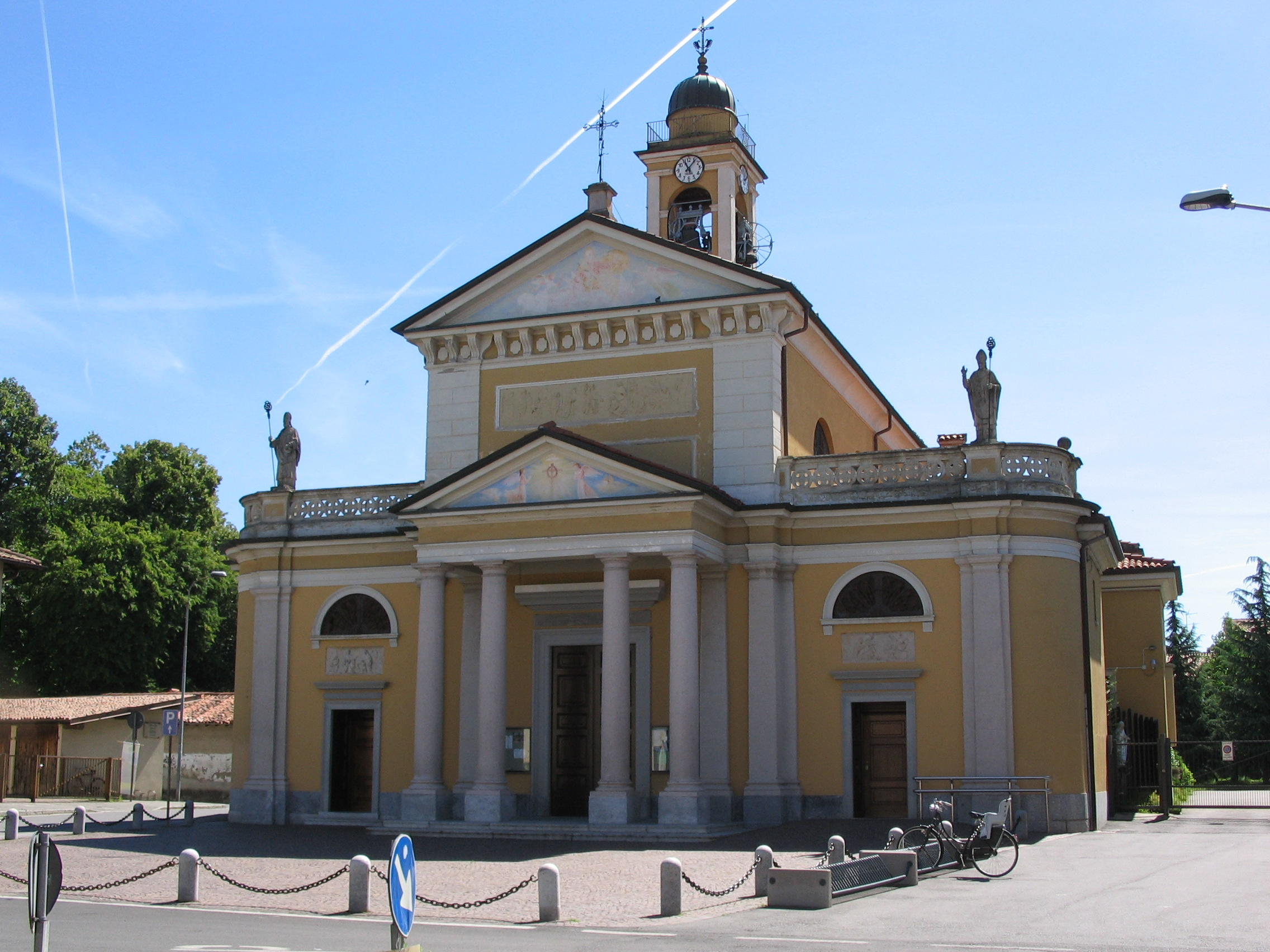

Щорічний фестиваль відбувається третьої неділі вересня. Покровитель — Beata Vergine Addolorata.

## Демографія
Населення за роками:

Станом на 1 січня 2023 року в муніципалітеті офіційно проживало 535 іноземців з 44 країн, серед них 265 громадян країн Євросоюзу та 13 громадян України.

## Сусідні муніципалітети
- Карнате
- Казатеново
- Міссалья
- Ознаго
- Узмате-Велате